# Castle Walls
«Castle Walls» (en español: «Los muros del castillo») es una canción grabada por el rapero T.I. y artista estadounidense Christina Aguilera, en el séptimo álbum de estudio de T.I. titulado No Mercy. La canción de hip hop fue escrita por T.I., Alexander subvención y Grant's protegé Holly Hefferman (también conocido como Skylar Grey), con Grant proporciona un ritmo de electrónica como producción con influencia bajo la producción de Alex da Kid. La canción fue producida originalmente para P. Diddy para su álbum Last Train to Paris, pero consideró que "Castle Walls" se adaptan mejor a T.I. debido a las dificultades en su vida personal y próxima sentencia de prisión para ese entonces.
En cuanto a críticas, los críticos musicales alabaron la actuación de Aguilera en "Castle Walls", describiéndolo como algo que podía estar orgulloso y que tiene el mismo potencial de éxito como otra producción Alex da Kid como "Love the Way You Lie" de Eminem y Rihanna. Un vídeo musical de "Castle Walls" fue filmada en 2010, y la canción se supone que el seguimiento de No Mercy como primer sencillo, pero por razones desconocidas, la canción no fue puesto en libertad.

## Antecedentes y composición
T.I. dijo a Jayson Rodríguez de MTV que la canción "Castle Walls" (con Christina Aguilera), originalmente pertenecían a Diddy quien había encargado la canción para su quinto álbum Last Train to Paris con su grupo Dirty Money. Pero Diddy le dijo a T.I. "Sí, este es mi disco, pero ¿sabes qué, creo que esta es la mejor opción para ti. Creo que deberías bailar en este caso. Creo que esto dice mucho de dónde se encuentra, lo que va a través, lo que viven y cómo se siente". Alex da Kid confirmaron que "Castle Walls" sería un sencillo para No Mercy y que T.I. sacaría un vídeo musical para el sencillo.

## Composición
Nadine Cheung, director de AOL Radio, ha comentado sobre la interpretación de la canción, diciendo: "En sus últimas canciones "Castle Walls", T.I. nos dice que la vida le ha tratado bien después de once meses que pasó en la cárcel el rapero (siendo condenados a penas de prisión por posesión ilegal de armas de fuego y violación de la orden judicial) letras adquieren un nuevo significado, especialmente el estribillo memorable cantada por Aguilera".

## Recepción de la crítica
Becky Bain de Idolator escribió: "Christina Aguilera puede sentirse bastante bien por su debut cinematográfico en los cines de su película Burlesque, sin embargo, debe sentirse mucho más segura gracias a la colaboración con el rapero T.I. en la hermosa canción "Castle Walls". Es honesto, introspectivo de No Mercy tiene el potencial de convertirse en un gran éxito de T.I., a la par con éxito anterior de Alex da Kid que produjo para Eminem y Rihanna, "Love the Way You Lie".

## Vídeo musical
Un vídeo musical fue filmado antes de que el rapero regresara a la cárcel. El 23 de noviembre se utilizó un fragmento del video para promocionar el lanzamiento de No Mercy en la página oficial de la discográfica en YouTube. Hasta la fecha, el vídeo musical de la canción no se ha puesto a la luz.

## Listas de popularidad
| Listas (2010–11)                                          | Posiciones |
| --------------------------------------------------------- | ---------- |
| Canadá (Canadian Hot 100)                                 | 99         |
| República Checa (Rádio Top 100)                           | 27         |
| Rusia (Russian Airplay Chart)                             | 13         |
| Eslovaquia (IFPI)                                         | 31         |
| Corea del Sur (Gaon Chart)                                | 11         |
| Suecia (Sverigetopplistan)                                | 51         |
| Estados Unidos Bubbling Under Hot 100 Singles (Billboard) | 5          |
| Estados Unidos (Hot R&B/Hip-Hop Songs)                    | 84         |